# Shining Force Gaiden: Final Conflict
Shining Force Gaiden: Final Conflict (シャイニング・フォース外伝 ～ファイナル コンフリクト～?, Shainingu Fōsu Gaiden: Fainaru Konfurikuto), il terzo titolo della sottoserie Gaiden, è un videogioco di ruolo del 1995 per Sega Game Gear, ed è sia il sequel dell'originale Shining Force: The Legacy of Great Intention, sia il prequel di Shining Force II: Ancient Sealing. È stato pubblicato dopo l'uscita di entrambi i gioco, con lo scopo di unire le trame dei due titoli. Nonostante il suo titolo, non è direttamente correlato con Shining Force Gaiden (1992) o Shining Force Gaiden II (1994), sempre pubblicati per Game Gear.
A differenza della maggior parte dei suoi predecessori, il videogioco non è mai stato pubblicato al di fuori del Giappone. Tuttavia sono state create alcune patch non ufficiali per i giocatori di non di lingua giapponese.